# Pazo de Tor
El Pazo de Tor és un pazo gallec situat a la parròquia de Tor, al municipi de Monforte de Lemos, província de Lugo.

## Característiques
Està situat en un turó a la vall de Lemos. L'edific actual es va construir durant l'últim terç del segle xviii, tot i que conserva vestigis anteriors, ja que té el seu origen en el llinatge dels Garza, al segle xiv. Més tard va ser reformat després de l'incendi que van causar les tropes napoleòniques durant la Guerra de la Independència Espanyola. Va pertànyer als descendents directes del llinatge fins a María de la Paz Taboada de Andrés y Zúñiga, que el va donar a la Diputació de Lugo. Després de realitzar obres de condicionament, es va obrir com a museu el 13 de juliol de 2006.
És d'estil barroc amb característiques neoclàssiques, com la seva sobrietat i simetria, amb elements decoratius concentrats en les façanes. A l'edifici es diferencien la planta baixa, que alberga les dependències del servei (cotxeres, bodegues, habitacions del servei...), i el primer pis, amb la residència dels amos del pazo.
Es va relacionar amb els llinatges dels Garza, Quiroga, Losada, Sarmiento, Taboada i altres. Conserva pedres d'armes dels Sarmiento, Quiroga de la Puebla, Valladares i altres.
Alberga una completa biblioteca, en la qual es va trobar l'any 2011 una guia de carrers de Lugo de mitjan segle xviii.